# Eupithecia alogista
Eupithecia alogista là một loài bướm đêm trong họ Geometridae.